# Caucus

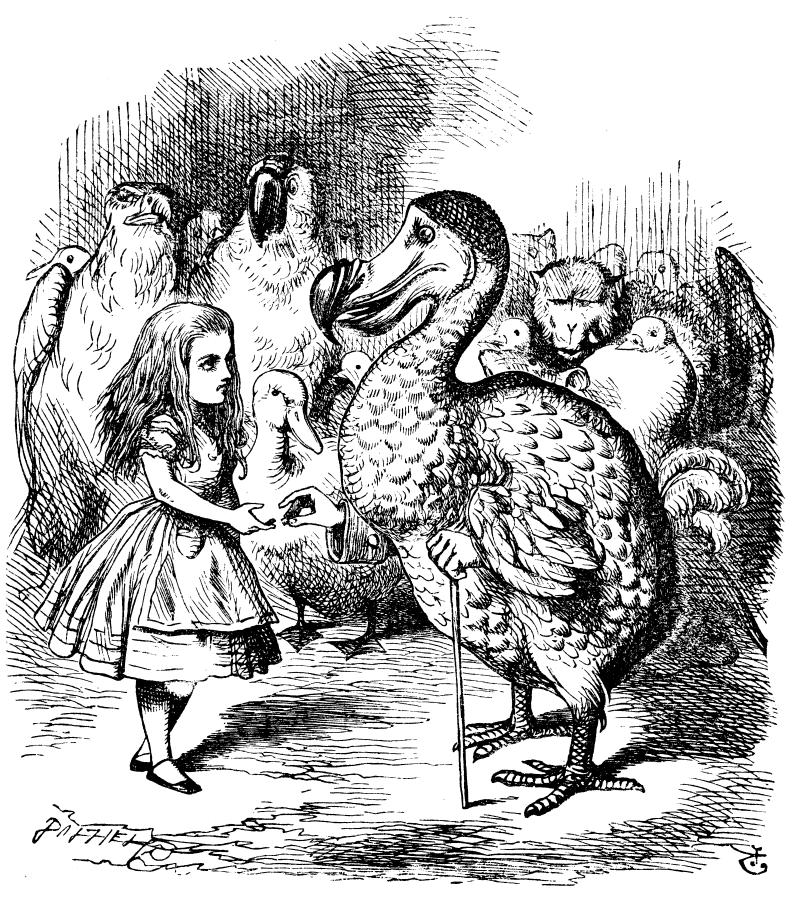
Lewis Carroll definisce i caucus in Gran Bretagna "A Caucus-Race and a Long Tale", nel capitolo n 3 di Le avventure di Alice nel Paese delle Meraviglie: quando il "Caucus-race" della corsa in cerchio finisce, ognuno è dichiarato vincitore dal Dodo e ad Alice viene detto di dare un premio a tutti gli altri, ricevendo a sua volta un ditale.

Il caucus è in senso generico un incontro che si svolge tra i sostenitori di un partito politico o di un movimento. La precisa definizione cambia a seconda del Paese a cui ci si riferisce.
Il termine caucus viene usato anche nella "mediazione", facilitazione e in altre forme di risoluzione alternativa delle dispute, per descrivere circostanze in cui, piuttosto che riunirsi attorno a un tavolo comune, i contendenti si ritirano in un ambiente più privato per elaborare le informazioni e/o concordare una soluzione.

## Origini del termine
L'origine del termine caucus è oggetto di discussione, anche se generalmente si concorda che il suo uso nella lingua inglese abbia origine negli Stati Uniti. Secondo alcune fonti deriverebbe dalla parola in lingua algonchina che significa "consiglio", cau´-cau-as´u, e venne probabilmente introdotta nel gergo politico statunitense dalla Tammany Hall di New York, una organizzazione collegata al Partito Democratico, che amava usare termini dei Nativi americani.
Altre fonti sostengono che derivi dal latino medioevale caucus, che significa "recipiente per bevande", e lo collegano al Caucus Club della Boston coloniale. Nel terzo capitolo de Le avventure di Alice nel Paese delle Meraviglie si trova il termine caucus race, inteso come una gara assurda nella quale tutti i partecipanti risultano vincitori.
Nel Regno Unito indicava l'apparato di partito a carattere permanente. Il primo caucus nel Regno Unito fu organizzato dai liberali Francis Schnadhorst e Joseph Chamberlain nel 1873 a Birmingham come convenzione preelettorale.

## Ilcaucusnegli Stati Uniti
Nella politica statunitense la parola caucus ha diversi significati, pur essendo questi in stretta relazione tra loro. Un tipo di caucus è l'assemblea di un partito politico o di un sottogruppo per coordinare l'azione dei suoi membri, stabilire un orientamento collettivo o nominare i candidati a una carica. Il più celebre esempio di questa tipologia è quello adottato da alcuni Stati dell'Unione per scegliere i candidati alla presidenza degli Stati Uniti.

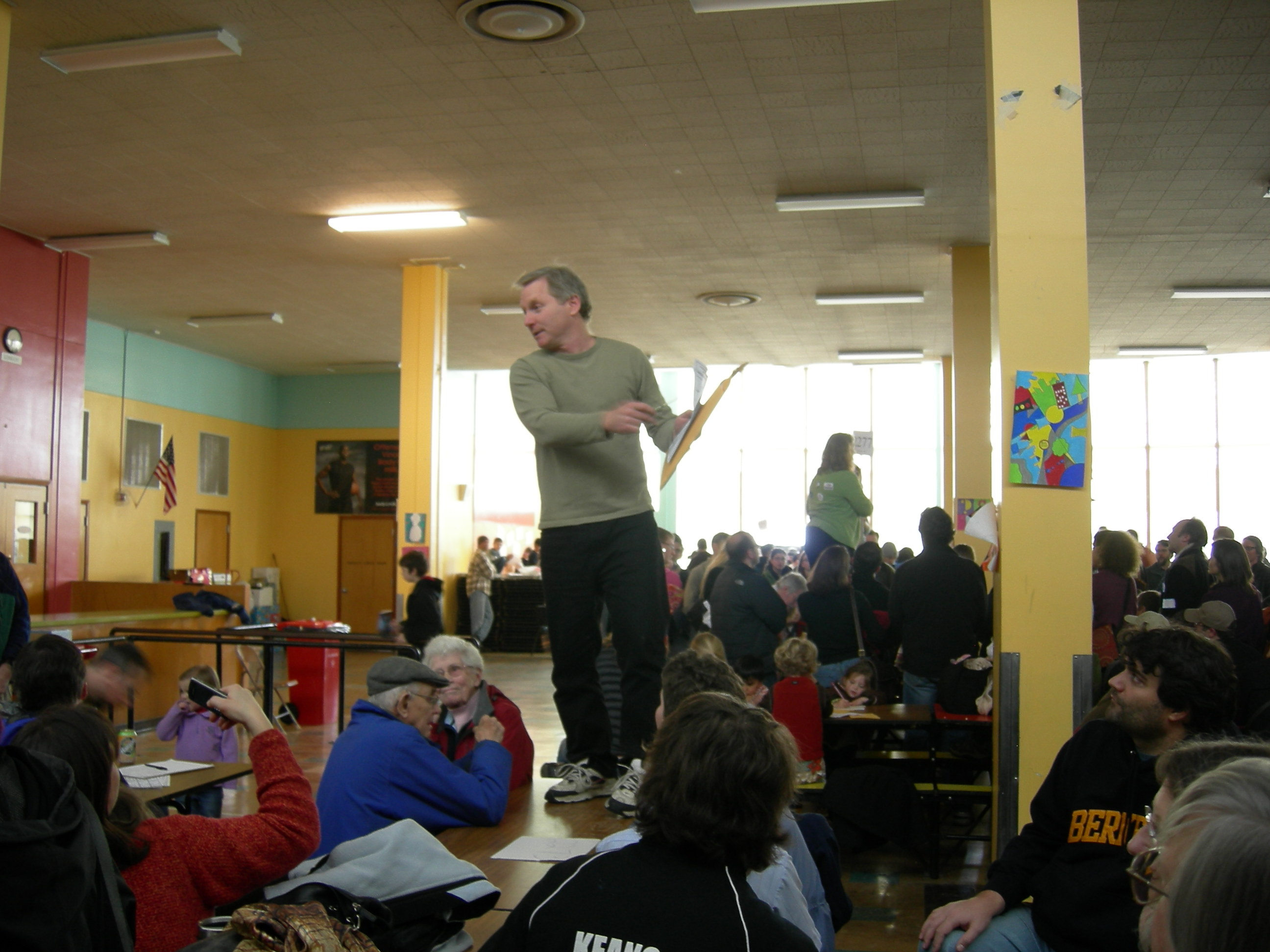
Caucus per il 46º distretto legislativo dello Stato di Washington in una mensa scolastica (2008).

Il secondo contesto in cui il termine è usato riguarda un raggruppamento di eletti che si uniscono sulla base di affinità o etnicità comuni, generalmente per influenzare le scelte politiche. Negli USA a livello di Congresso Federale o Congresso dei diversi Stati gli eletti si organizzano in caucus (in alcuni casi chiamati conference). È possibile trovare caucus più piccoli in organi legislativi, inclusi alcuni che risultano di natura "bipartisan". Tra i vari caucus del Congresso, uno dei più famosi è il Congressional Black Caucus, un gruppo di afroamericani membri del Congresso. Un ulteriore esempio importante è il Congressional Hispanic Caucus, i cui membri avanzano e danno voce a proposte che riguardano la condizione degli ispanici negli USA (inclusi i problemi di Porto Rico).
Di diversa natura, il Congressional Internet Caucus è un gruppo bipartisan di membri che intendono favorire la crescita e l'avanzamento di Internet. Altri caucus del Congresso, come ad esempio l'Out of Iraq Caucus sono apertamente organizzati come correnti politiche (all'interno dell'House Democratic Caucus in questo caso), e si sforzano di ottenere obiettivi politici, che possono essere considerati simili a una "piattaforma politica", anche se spesso ristretta a un solo argomento. I caucus che riflettono queste tendenze, o correnti politiche organizzate, sono comuni tra i gruppi di sinistra americani. Esempi potrebbero includere i Caucus "Debs", "Coalition" e "Unity" del Partito Socialista degli Stati Uniti d'America sviluppatisi negli ultimi anni.

## ICaucusnelle nazioni del Commonwealth
In alcune nazioni del Commonwealth, un caucus è un incontro regolare di tutti i parlamentari che appartengono a un partito politico. Nel Sistema Westminster, un caucus di partito può essere abbastanza potente, in quanto possiede l'abilità di eleggere o scaricare il proprio leader parlamentare. Il caucus determina inoltre alcune questioni politiche, tattiche parlamentari e misure disciplinari nei confronti dei parlamentari disobbedienti. In alcuni partiti (ad esempio questo è tradizionalmente il caso nel Partito Laburista Australiano e nel Partito Laburista Neozelandese), il caucus ha anche la capacità di nominare i parlamentari del gabinetto, quando il partito è al governo.
Differentemente dalla tradizione, in seguito all'elezione di Kevin Rudd alla carica di Primo Ministro in Australia, avvenuta il 24 novembre 2007, il caucus del Partito Laburista Australiano (ALP) non ha avuto un ruolo diretto nella scelta del gabinetto di governo, scelta che è stata condotta da Kevin Rudd stesso, leader del partito.
In Nuova Zelanda e nel Partito Laburista Australiano, il termine caucus può essere usato per riferirsi al gruppo dei parlamentari, piuttosto che semplicemente agli incontri a cui questi partecipano. Quindi, l'(Australian) Federal Parliamentary Labor Party viene comunemente chiamato the Labor Caucus. Il termine venne introdotto in Australia da King O'Malley, un laburista nato in America, membro del primo parlamento federale nel 1901, e presumibilmente entrò a far parte del lessico politico neozelandese nello stesso periodo. In Nuova Zelanda il termine viene usato da tutti i partiti politici, ma in Australia è ristretto al solo Partito Laburista. Nel Partito Liberale d'Australia e nel Partito Nazionale d'Australia, e per tutti i partiti del Regno Unito e della Repubblica d'Irlanda, il termine usato solitamente è "partito parlamentare".
L'uso del termine caucus in Canada è simile a quello fatto in Nuova Zelanda; caucus si riferisce a tutti i membri di un particolare partito presenti in parlamento (compresi i senatori), o in una legislatura provinciale. In Canada, questi membri eleggono tra essi un rappresentante che preside ai loro incontri ed è una figura importante quando il partito è all'opposizione ed è un'importante figura di collegamento tra gabinetto e parlamentari della maggioranza, quando il partito è al governo.
Il termine può essere usato anche per indicare tutti i deputati di un'assemblea che provengono da una certa area geografica o culturale, ad esempio il "caucus del Québec".

## ICaucusnelle soluzioni alternative delle dispute
Il termine caucus viene usato anche nella mediazione, facilitazione e in altre forme di risoluzione alternativa delle dispute, per descrivere circostanze in cui, piuttosto che riunirsi attorno a un tavolo comune, i contendenti si ritirano in un ambiente più privato per elaborare le informazioni, concordare una strategia negoziale, conferire in privato con consulenti e/o altri mediatori, o semplicemente per "riprendere fiato" dopo le interazioni spesso emotivamente complicate, che possono essere vissute nell'area comune in cui tutte le parti sono presenti. Il grado con cui sono usati i caucus può essere un elemento chiave di definizione, e spesso un identificatore, del modello di mediazione che viene impiegato; la "mediazione facilitativa", ad esempio, tende a scoraggiare l'uso dei caucus e cerca di tenere le parti riunite attorno a un singolo tavolo, mentre la "mediazione valutativa" può permettere alle parti di separarsi più spesso e affidarsi al mediatore per riportare le informazioni e le offerte.